# Onthophagus pugionatus
Onthophagus pugionatus là một loài bọ cánh cứng trong họ Bọ hung (Scarabaeidae).